# Selle (Schelde)
Die Selle ist ein Fluss in Frankreich, der in der Region Hauts-de-France verläuft. Sie entspringt im Gemeindegebiet von Molain, entwässert generell in nordwestlicher Richtung und mündet nach rund 46 
Kilometern im Stadtgebiet von Denain als rechter Nebenfluss in die Schelde. Auf ihrem Weg durchquert sie die Départements Aisne und Nord.

## Orte am Fluss
(Reihenfolge in Fließrichtung)
- Molain
- Saint-Souplet
- Le Cateau-Cambrésis
- Neuvilly
- Briastre
- Solesmes
- Saint-Python
- Haussy
- Saulzoir
- Haspres
- Noyelles-sur-Selle
- Douchy-les-Mines
- Denain